# Buskören, Kronoby
Buskören är en ö i Finland. Den ligger i sjön Larsmosjön och i kommunen Kronoby i den ekonomiska regionen  Jakobstadsregionen  och landskapet Österbotten, i den centrala delen av landet, 400 km norr om huvudstaden Helsingfors. Öns area är 32,5 hektar och dess största längd är 1,3 kilometer i sydöst-nordvästlig riktning. I omgivningarna runt Buskören växer i huvudsak blandskog.